# John Pilch
John A. Pilch (Sheridan, Wyoming, 11 de agosto de 1925-14 de enero de 1991) fue un jugador de baloncesto estadounidense que jugó una temporada en la NBA y otra más en la NPBL. Con 1,90 metros de estatura, jugaba en la posición de alero.

## Trayectoria deportiva

### Universidad
Jugó durante cuatro temporadas con los Cowboys de la Universidad de Wyoming, en las que promedió 8,5 puntos por partido. Llegó a ser el máximo reboteador histórico de su universidad, liderando al equipo en anotación en sus tres últimas temporadas.

### Profesional
Fue elegido en la decimotercera posición del Draft de la NBA de 1950 por Baltimore Bullets, pero acabó jugando con los Sheboygan Redskins de la NPBL. Tras la desaparición de la liga, fichó al año siguiente por los Minneapolis Lakers, con los que disputó 9 partidos, en los que promedió 0,6 puntos y 1,0 rebotes.

## Estadísticas de su carrera en la NBA

### Temporada regular
| Año     | Equipo      | PJ | MPP | %TC  | %TL  | RPP | APP | PPP |
| ------- | ----------- | -- | --- | ---- | ---- | --- | --- | --- |
| 1951-52 | Minneapolis | 9  | 4.6 | .100 | .500 | 1.0 | .2  | .6  |
| Total   | Total       | 9  | 4.6 | .100 | .500 | 1.0 | .2  | .6  |